# Pilgerberg
Pilgerberg är ett berg i Antarktis. Det ligger i Östantarktis. Nya Zeeland gör anspråk på området. Toppen på Pilgerberg är 894 meter över havet, eller 351 meter över den omgivande terrängen. Bredden vid basen är 3,5 km.
Terrängen runt Pilgerberg är varierad. Trakten är obefolkad. Det finns inga samhällen i närheten.